# All The Feels
All The Feels, skriven av Jon Hällgren, Laurell Barker, Peter Barringer och Lukas Hällgren, är det bidrag som Renaida Braun framförde i den första deltävlingen i Melodifestivalen 2018. Där slutade det på en tredje plats och gick därför till Andra chansen där det i sin tur gick vidare och slutade i finalen på nionde plats med 81 poäng.

## Singeln
Singeln släpptes den 3 februari 2018 och gick den 9 februari in på 63:e plats på Sverigetopplistan där den som högst låg på 17:e plats den 16 mars.

### Låtlista
1. All The Feels - 2:58[1]

### Listplaceringar
| Lista (2018) | Topplacering |
| ------------ | ------------ |
| Sverige      | 17           |

| Plats | 63 | 56 | 85 | 62 | 38 | 17 | 36 | 46 | 68 |